# Copa Libertadores 2010
La Copa Libertadores 2010, denominada por motivos comerciales Copa Santander Libertadores 2010, fue la quincuagésima primera edición del torneo de clubes más importante de América del Sur, organizado por la Confederación Sudamericana de Fútbol, en la que participaron equipos de once países: Argentina, Bolivia, Brasil, Chile, Colombia, Ecuador, México, Paraguay, Perú, Uruguay y Venezuela. El certamen tuvo un receso entre los de cuartos de final y las semifinales, debido a la realización de la Copa Mundial de Fútbol de 2010 en Sudáfrica.
El campeón fue el Internacional de Brasil, que consiguió de esta forma su segundo título continental. Gracias a él, clasificó a la Copa Mundial de Clubes 2010, y disputó la Recopa Sudamericana 2011 contra Independiente de Argentina. Además, clasificó de manera automática a la segunda fase de la Copa Libertadores 2011.

## Formato
Ante la situación ocurrida en la Copa Libertadores anterior por la pandemia de gripe A (H1N1), que provocó el retiro de equipos mexicanos de la competición, Conmebol decidió compensar a los clubes San Luis y Guadalajara con los lugares que habían perdido en la edición de 2009, ubicándolos directamente en la instancia de octavos de final con sus posiciones correspondientes. Esto provocó no solo que la cantidad de clubes mexicanos participantes de la competición ascendiera a 5, sino que también se modificara ligeramente el formato de clasificación a las fases finales.
El sistema inicial de competición se mantuvo. Un total de 12 equipos —los 2 últimos clasificados del país del campeón vigente, y el último clasificado de cada uno de los restantes países— disputaron la primera fase, en la cual se establecieron seis llaves. Cada una tuvo a su respectivo ganador, que accedió a la segunda fase, a la que ya se encontraban clasificados los restantes 26 equipos, constituyéndose así ocho grupos de 4 equipos. El primer equipo de cada zona y los 6 mejores segundos pasaron a las fases finales, donde se incorporaron San Luis y Guadalajara. Con los 16 equipos establecidos, se formaron las ocho llaves de octavos de final y el torneo continuó bajo el habitual formato de eliminación directa, que pasó posteriormente por los cuartos de final, las semifinales y la final, en la que se declaró al campeón.
|                            |                            | Equipos que entran en esta fase | Equipos que provienen de la fase anterior                                       |
| -------------------------- | -------------------------- | --- | ------------------------------------------------------------------------------- |
| Primera fase (12 equipos)  | Primera fase (12 equipos)  | - 1 equipo de Argentina, Bolivia, Brasil, Chile, Colombia, Ecuador, México, Paraguay, Perú, Uruguay y Venezuela - 1 equipo extra del país del campeón vigente |                                                                                 |
| Segunda fase (32 equipos)  | Segunda fase (32 equipos)  | - 4 equipos de Argentina y Brasil - 2 equipos de Bolivia, Chile, Colombia, Ecuador, México, Paraguay, Perú, Uruguay y Venezuela                               | - 6 equipos clasificados de la Primera fase                                     |
| Fases finales (16 equipos) | Fases finales (16 equipos) | - 2 equipos de México | - 8 equipos primeros de la Segunda fase - 6 equipos segundos de la Segunda fase |

## Equipos participantes
En cursiva los equipos debutantes en el torneo.
| País                                | Equipo                                                                  | Vía de clasificación |
| ----------------------------------- | ----------------------------------------------------------------------- | --- |
| Argentina 5 cupos + campeón vigente | Estudiantes (LP) Vélez Sarsfield Banfield Lanús Colón Newell's Old Boys | Campeón de la Copa Libertadores 2009 Campeón del Torneo Clausura 2009 Campeón del Torneo Apertura 2009 Mejor equipo ubicado en la tabla sumatoria del año 2009 2.º mejor equipo ubicado en la tabla sumatoria del año 2009 3.º mejor equipo ubicado en la tabla sumatoria del año 2009                              |
| Bolivia 3 cupos                     | Bolívar Blooming Real Potosí                                            | Campeón del Torneo Apertura 2009 Campeón del Torneo Clausura 2009 Ganador de los Play-offs 2009 |
| Brasil 5 cupos                      | Corinthians Flamengo Internacional São Paulo Cruzeiro                   | Campeón de la Copa de Brasil 2009 Campeón del Campeonato Brasileño de 2009 Subcampeón del Campeonato Brasileño de 2009 3.º puesto del Campeonato Brasileño de 2009 4.º puesto del Campeonato Brasileño de 2009 |
| Chile 3 cupos                       | Universidad de Chile Colo-Colo Universidad Católica                     | Campeón del Torneo Apertura 2009 Campeón del Torneo Clausura 2009 Mejor equipo ubicado en la tabla general de la fase clasificatoria del Torneo Clausura 2009 |
| Colombia 3 cupos                    | Once Caldas Independiente Medellín Junior                               | Campeón del Torneo Apertura 2009 Campeón del Torneo Finalización 2009 Mejor equipo ubicado en la Reclasificación 2009 |
| Ecuador 3 cupos                     | Deportivo Quito Deportivo Cuenca Emelec                                 | Campeón del Campeonato Ecuatoriano de 2009 Subcampeón del Campeonato Ecuatoriano de 2009 3.º puesto del Campeonato Ecuatoriano de 2009 |
| México 3 cupos + 2 restituidos      | Monarcas Morelia Monterrey Estudiantes Tecos Guadalajara San Luis       | Mejor equipo ubicado en la tabla general de la fase regular del Torneo Apertura 2009 no participante de la Concacaf Liga Campeones 2009-10 Campeón de la InterLiga 2010 Subcampeón de la InterLiga 2010 Octavofinalista retirado de la Copa Libertadores 2009 Octavofinalista retirado de la Copa Libertadores 2009 |
| Paraguay 3 cupos                    | Cerro Porteño Nacional Libertad                                         | Campeón del Torneo Apertura 2009 Campeón del Torneo Clausura 2009 Mejor equipo ubicado en la tabla acumulada de la temporada 2009 |
| Perú 3 cupos                        | Universitario Alianza Lima Juan Aurich                                  | Campeón del Campeonato Descentralizado 2009 Subcampeón del Campeonato Descentralizado 2009 Mejor equipo ubicado en la tabla acumulada del Campeonato Descentralizado 2009 |
| Uruguay 3 cupos                     | Nacional Cerro Racing                                                   | Campeón del Campeonato Uruguayo de 2008-09 Ganador de la Liguilla Pre-Libertadores de América de 2009 2.º puesto de la Liguilla Pre-Libertadores de América de 2009 |
| Venezuela 3 cupos                   | Deportivo Italia Caracas Deportivo Táchira                              | Ganador del Torneo Apertura 2008 Ganador del Torneo Clausura 2009 Mejor equipo ubicado en la tabla acumulada de la Primera División Venezolana 2008-09 |

### Distribución geográfica de los equipos
Distribución geográfica de las sedes de los equipos participantes:

## Sorteo
El sorteo se realizó el 27 de noviembre de 2009 en la sede de la Confederación.

### Participantes de la Primera fase
| Participantes |                                                                                    |
| --- | ---------------------------------------------------------------------------------- |
| \| - Colón - Newell's Old Boys - Real Potosí - Cruzeiro - Universidad Católica - Junior \| - Emelec - Estudiantes Tecos - Libertad - Juan Aurich - Racing - Deportivo Táchira \| |                                                                                    |
| - Colón - Newell's Old Boys - Real Potosí - Cruzeiro - Universidad Católica - Junior                                                                                             | - Emelec - Estudiantes Tecos - Libertad - Juan Aurich - Racing - Deportivo Táchira |

### Bolilleros de la Segunda fase
| Bombo 1 | Bombo 2                                                                                               | Bombo 3 | Bombo 4                                                                                                |
| --- | --- | --- | --- |
| - Estudiantes (LP) - Vélez Sarsfield - Banfield - Lanús - Corinthians - Flamengo - Internacional - São Paulo | - Bolívar - Blooming - Universidad de Chile - Colo-Colo - Cerro Porteño - Nacional - Nacional - Cerro | - Once Caldas - Independiente Medellín - Deportivo Quito - Deportivo Cuenca - Universitario - Alianza Lima - Deportivo Italia - Caracas | - Monarcas Morelia - Monterrey - Ganador A - Ganador B - Ganador C - Ganador D - Ganador E - Ganador F |

### Octavos de final
| Compensados de la edición 2009 |
| ------------------------------ |
| Guadalajara San Luis           |

## Primera fase
| Fechas                      | Local en la ida   | Global       | Local en la vuelta   | Ida | Vuelta | Llave     |
| --------------------------- | ----------------- | ------------ | -------------------- | --- | ------ | --------- |
| 26 de enero y 2 de febrero  | Deportivo Táchira | 2:3          | Libertad             | 1:0 | 1:3    | Ganador A |
| 27 de enero y 3 de febrero  | Juan Aurich       | 4:1          | Estudiantes Tecos    | 2:0 | 2:1    | Ganador B |
| 26 de enero y 9 de febrero  | Colón             | 5:5 (3:5 p.) | Universidad Católica | 3:2 | 2:3    | Ganador C |
| 27 de enero y 3 de febrero  | Real Potosí       | 1:8          | Cruzeiro             | 1:1 | 0:7    | Ganador D |
| 27 de enero y 10 de febrero | Newell's Old Boys | 1:2          | Emelec               | 0:0 | 1:2    | Ganador E |
| 28 de enero y 4 de febrero  | Junior            | 2:4          | Racing               | 2:2 | 0:2    | Ganador F |

## Segunda fase

### Grupo 1
| Equipo                 | Pts. | PJ | PG | PE | PP | GF | GC | DG |
| ---------------------- | ---- | -- | -- | -- | -- | -- | -- | -- |
| Corinthians            | 16   | 6  | 5  | 1  | 0  | 9  | 3  | 6  |
| Racing                 | 8    | 6  | 2  | 2  | 2  | 4  | 5  | –1 |
| Independiente Medellín | 6    | 6  | 1  | 3  | 2  | 3  | 4  | –1 |
| Cerro Porteño          | 2    | 6  | 0  | 2  | 4  | 3  | 7  | –4 |

| \| Fecha \| Lugar \| Local \| Resultado \| Visitante \| \| ------------- \| ---------- \| ---------------------- \| --------- \| ---------------------- \| \| 11 de febrero \| Asunción \| Cerro Porteño \| 1:1 \| Independiente Medellín \| \| 24 de febrero \| São Paulo \| Corinthians \| 2:1 \| Racing \| \| 9 de marzo \| Montevideo \| Racing \| 2:1 \| Cerro Porteño \| \| 10 de marzo \| Bogotá \| Independiente Medellín \| 1:1 \| Corinthians \| \| 17 de marzo \| Asunción \| Cerro Porteño \| 0:1 \| Corinthians \| \| 18 de marzo \| Manizales \| Independiente Medellín \| 0:0 \| Racing \| \| 25 de marzo \| Montevideo \| Racing \| 1:0 \| Independiente Medellín \| \| 1 de abril \| São Paulo \| Corinthians \| 2:1 \| Cerro Porteño \| \| 8 de abril \| Medellín \| Independiente Medellín \| 1:0 \| Cerro Porteño \| \| 14 de abril \| Montevideo \| Racing \| 0:2 \| Corinthians \| \| 22 de abril \| São Paulo \| Corinthians \| 1:0 \| Independiente Medellín \| \| 22 de abril \| Asunción \| Cerro Porteño \| 0:0 \| Racing \| |            |                        |           |                        |
| Fecha | Lugar      | Local                  | Resultado | Visitante              |
| 11 de febrero | Asunción   | Cerro Porteño          | 1:1       | Independiente Medellín |
| 24 de febrero | São Paulo  | Corinthians            | 2:1       | Racing                 |
| 9 de marzo | Montevideo | Racing                 | 2:1       | Cerro Porteño          |
| 10 de marzo | Bogotá     | Independiente Medellín | 1:1       | Corinthians            |
| 17 de marzo | Asunción   | Cerro Porteño          | 0:1       | Corinthians            |
| 18 de marzo | Manizales  | Independiente Medellín | 0:0       | Racing                 |
| 25 de marzo | Montevideo | Racing                 | 1:0       | Independiente Medellín |
| 1 de abril | São Paulo  | Corinthians            | 2:1       | Cerro Porteño          |
| 8 de abril | Medellín   | Independiente Medellín | 1:0       | Cerro Porteño          |
| 14 de abril | Montevideo | Racing                 | 0:2       | Corinthians            |
| 22 de abril | São Paulo  | Corinthians            | 1:0       | Independiente Medellín |
| 22 de abril | Asunción   | Cerro Porteño          | 0:0       | Racing                 |

### Grupo 2
| Equipo      | Pts. | PJ | PG | PE | PP | GF | GC | DG |
| ----------- | ---- | -- | -- | -- | -- | -- | -- | -- |
| São Paulo   | 13   | 6  | 4  | 1  | 1  | 9  | 2  | 7  |
| Once Caldas | 11   | 6  | 3  | 2  | 1  | 8  | 5  | 3  |
| Monterrey   | 6    | 6  | 1  | 3  | 2  | 5  | 8  | –3 |
| Nacional    | 3    | 6  | 1  | 0  | 5  | 3  | 10 | –7 |

| \| Fecha \| Lugar \| Local \| Resultado \| Visitante \| \| ------------- \| --------- \| ----------- \| --------- \| ----------- \| \| 9 de febrero \| Asunción \| Nacional \| 0:2 \| Once Caldas \| \| 10 de febrero \| São Paulo \| São Paulo \| 2:0 \| Monterrey \| \| 24 de febrero \| Monterrey \| Monterrey \| 2:1 \| Nacional \| \| 25 de febrero \| Manizales \| Once Caldas \| 2:1 \| São Paulo \| \| 10 de marzo \| Manizales \| Once Caldas \| 1:1 \| Monterrey \| \| 11 de marzo \| Asunción \| Nacional \| 0:2 \| São Paulo \| \| 17 de marzo \| Monterrey \| Monterrey \| 2:2 \| Once Caldas \| \| 18 de marzo \| São Paulo \| São Paulo \| 3:0 \| Nacional \| \| 31 de marzo \| Monterrey \| Monterrey \| 0:0 \| São Paulo \| \| 1 de abril \| Manizales \| Once Caldas \| 1:0 \| Nacional \| \| 21 de abril \| Asunción \| Nacional \| 2:0 \| Monterrey \| \| 21 de abril \| São Paulo \| São Paulo \| 1:0 \| Once Caldas \| |           |             |           |             |
| Fecha | Lugar     | Local       | Resultado | Visitante   |
| 9 de febrero | Asunción  | Nacional    | 0:2       | Once Caldas |
| 10 de febrero | São Paulo | São Paulo   | 2:0       | Monterrey   |
| 24 de febrero | Monterrey | Monterrey   | 2:1       | Nacional    |
| 25 de febrero | Manizales | Once Caldas | 2:1       | São Paulo   |
| 10 de marzo | Manizales | Once Caldas | 1:1       | Monterrey   |
| 11 de marzo | Asunción  | Nacional    | 0:2       | São Paulo   |
| 17 de marzo | Monterrey | Monterrey   | 2:2       | Once Caldas |
| 18 de marzo | São Paulo | São Paulo   | 3:0       | Nacional    |
| 31 de marzo | Monterrey | Monterrey   | 0:0       | São Paulo   |
| 1 de abril | Manizales | Once Caldas | 1:0       | Nacional    |
| 21 de abril | Asunción  | Nacional    | 2:0       | Monterrey   |
| 21 de abril | São Paulo | São Paulo   | 1:0       | Once Caldas |

### Grupo 3
| Equipo           | Pts. | PJ | PG | PE | PP | GF | GC | DG |
| ---------------- | ---- | -- | -- | -- | -- | -- | -- | -- |
| Estudiantes (LP) | 13   | 6  | 4  | 1  | 1  | 11 | 5  | 6  |
| Alianza Lima     | 12   | 6  | 4  | 0  | 2  | 12 | 7  | 5  |
| Juan Aurich      | 6    | 6  | 2  | 0  | 4  | 7  | 13 | –6 |
| Bolívar          | 4    | 6  | 1  | 1  | 4  | 3  | 8  | –5 |

| \| Fecha \| Lugar \| Local \| Resultado \| Visitante \| \| ------------- \| -------- \| ---------------- \| --------- \| ---------------- \| \| 10 de febrero \| La Paz \| Bolívar \| 1:3 \| Alianza Lima \| \| 11 de febrero \| Quilmes \| Estudiantes (LP) \| 5:1 \| Juan Aurich \| \| 18 de febrero \| Lima \| Alianza Lima \| 4:1 \| Estudiantes (LP) \| \| 24 de febrero \| Chiclayo \| Juan Aurich \| 2:0 \| Bolívar \| \| 9 de marzo \| La Paz \| Bolívar \| 0:0 \| Estudiantes (LP) \| \| 10 de marzo \| Lima \| Alianza Lima \| 2:0 \| Juan Aurich \| \| 16 de marzo \| Chiclayo \| Juan Aurich \| 4:2 \| Alianza Lima \| \| 23 de marzo \| Quilmes \| Estudiantes (LP) \| 2:0 \| Bolívar \| \| 30 de marzo \| Chiclayo \| Juan Aurich \| 0:2 \| Estudiantes (LP) \| \| 8 de abril \| Lima \| Alianza Lima \| 1:0 \| Bolívar \| \| 20 de abril \| La Paz \| Bolívar \| 2:0 \| Juan Aurich \| \| 20 de abril \| Quilmes \| Estudiantes (LP) \| 1:0 \| Alianza Lima \| |          |                  |           |                  |
| Fecha | Lugar    | Local            | Resultado | Visitante        |
| 10 de febrero | La Paz   | Bolívar          | 1:3       | Alianza Lima     |
| 11 de febrero | Quilmes  | Estudiantes (LP) | 5:1       | Juan Aurich      |
| 18 de febrero | Lima     | Alianza Lima     | 4:1       | Estudiantes (LP) |
| 24 de febrero | Chiclayo | Juan Aurich      | 2:0       | Bolívar          |
| 9 de marzo | La Paz   | Bolívar          | 0:0       | Estudiantes (LP) |
| 10 de marzo | Lima     | Alianza Lima     | 2:0       | Juan Aurich      |
| 16 de marzo | Chiclayo | Juan Aurich      | 4:2       | Alianza Lima     |
| 23 de marzo | Quilmes  | Estudiantes (LP) | 2:0       | Bolívar          |
| 30 de marzo | Chiclayo | Juan Aurich      | 0:2       | Estudiantes (LP) |
| 8 de abril | Lima     | Alianza Lima     | 1:0       | Bolívar          |
| 20 de abril | La Paz   | Bolívar          | 2:0       | Juan Aurich      |
| 20 de abril | Quilmes  | Estudiantes (LP) | 1:0       | Alianza Lima     |

### Grupo 4
| Equipo        | Pts. | PJ | PG | PE | PP | GF | GC | DG  |
| ------------- | ---- | -- | -- | -- | -- | -- | -- | --- |
| Libertad      | 12   | 6  | 3  | 3  | 0  | 10 | 3  | 7   |
| Universitario | 10   | 6  | 2  | 4  | 0  | 5  | 2  | 3   |
| Lanús         | 8    | 6  | 2  | 2  | 2  | 6  | 6  | 0   |
| Blooming      | 1    | 6  | 0  | 1  | 5  | 3  | 13 | –10 |

| \| Fecha \| Lugar \| Local \| Resultado \| Visitante \| \| ------------- \| ---------- \| ------------- \| --------- \| ------------- \| \| 9 de febrero \| Lanús \| Lanús \| 0:2 \| Libertad \| \| 11 de febrero \| Santa Cruz \| Blooming \| 1:2 \| Universitario \| \| 16 de febrero \| Asunción \| Libertad \| 4:0 \| Blooming \| \| 17 de febrero \| Lima \| Universitario \| 2:0 \| Lanús \| \| 25 de febrero \| Santa Cruz \| Blooming \| 1:4 \| Lanús \| \| 25 de febrero \| Lima \| Universitario \| 0:0 \| Libertad \| \| 23 de marzo \| Asunción \| Libertad \| 1:1 \| Universitario \| \| 24 de marzo \| Lanús \| Lanús \| 1:0 \| Blooming \| \| 30 de marzo \| Asunción \| Libertad \| 1:1 \| Lanús \| \| 6 de abril \| Lima \| Universitario \| 0:0 \| Blooming \| \| 15 de abril \| Santa Cruz \| Blooming \| 1:2 \| Libertad \| \| 15 de abril \| Lanús \| Lanús \| 0:0 \| Universitario \| |            |               |           |               |
| Fecha | Lugar      | Local         | Resultado | Visitante     |
| 9 de febrero | Lanús      | Lanús         | 0:2       | Libertad      |
| 11 de febrero | Santa Cruz | Blooming      | 1:2       | Universitario |
| 16 de febrero | Asunción   | Libertad      | 4:0       | Blooming      |
| 17 de febrero | Lima       | Universitario | 2:0       | Lanús         |
| 25 de febrero | Santa Cruz | Blooming      | 1:4       | Lanús         |
| 25 de febrero | Lima       | Universitario | 0:0       | Libertad      |
| 23 de marzo | Asunción   | Libertad      | 1:1       | Universitario |
| 24 de marzo | Lanús      | Lanús         | 1:0       | Blooming      |
| 30 de marzo | Asunción   | Libertad      | 1:1       | Lanús         |
| 6 de abril | Lima       | Universitario | 0:0       | Blooming      |
| 15 de abril | Santa Cruz | Blooming      | 1:2       | Libertad      |
| 15 de abril | Lanús      | Lanús         | 0:0       | Universitario |

### Grupo 5
| Equipo          | Pts. | PJ | PG | PE | PP | GF | GC | DG |
| --------------- | ---- | -- | -- | -- | -- | -- | -- | -- |
| Internacional   | 12   | 6  | 3  | 3  | 0  | 8  | 2  | 6  |
| Deportivo Quito | 10   | 6  | 3  | 1  | 2  | 5  | 7  | –2 |
| Cerro           | 8    | 6  | 2  | 2  | 2  | 5  | 5  | 0  |
| Emelec          | 2    | 6  | 0  | 2  | 4  | 2  | 6  | –4 |

| \| Fecha \| Lugar \| Local \| Resultado \| Visitante \| \| ------------- \| ------------ \| --------------- \| --------- \| --------------- \| \| 9 de febrero \| Montevideo \| Cerro \| 2:0 \| Deportivo Quito \| \| 23 de febrero \| Porto Alegre \| Internacional \| 2:1 \| Emelec \| \| 11 de marzo \| Guayaquil \| Emelec \| 1:2 \| Cerro \| \| 11 de marzo \| Quito \| Deportivo Quito \| 1:1 \| Internacional \| \| 18 de marzo \| Rivera \| Cerro \| 0:0 \| Internacional \| \| 25 de marzo \| Quito \| Deportivo Quito \| 1:0 \| Emelec \| \| 31 de marzo \| Porto Alegre \| Internacional \| 2:0 \| Cerro \| \| 1 de abril \| Guayaquil \| Emelec \| 0:1 \| Deportivo Quito \| \| 13 de abril \| Quito \| Deportivo Quito \| 2:1 \| Cerro \| \| 14 de abril \| Guayaquil \| Emelec \| 0:0 \| Internacional \| \| 22 de abril \| Montevideo \| Cerro \| 0:0 \| Emelec \| \| 22 de abril \| Porto Alegre \| Internacional \| 3:0 \| Deportivo Quito \| |              |                 |           |                 |
| Fecha | Lugar        | Local           | Resultado | Visitante       |
| 9 de febrero | Montevideo   | Cerro           | 2:0       | Deportivo Quito |
| 23 de febrero | Porto Alegre | Internacional   | 2:1       | Emelec          |
| 11 de marzo | Guayaquil    | Emelec          | 1:2       | Cerro           |
| 11 de marzo | Quito        | Deportivo Quito | 1:1       | Internacional   |
| 18 de marzo | Rivera       | Cerro           | 0:0       | Internacional   |
| 25 de marzo | Quito        | Deportivo Quito | 1:0       | Emelec          |
| 31 de marzo | Porto Alegre | Internacional   | 2:0       | Cerro           |
| 1 de abril | Guayaquil    | Emelec          | 0:1       | Deportivo Quito |
| 13 de abril | Quito        | Deportivo Quito | 2:1       | Cerro           |
| 14 de abril | Guayaquil    | Emelec          | 0:0       | Internacional   |
| 22 de abril | Montevideo   | Cerro           | 0:0       | Emelec          |
| 22 de abril | Porto Alegre | Internacional   | 3:0       | Deportivo Quito |

### Grupo 6
| Equipo           | Pts. | PJ | PG | PE | PP | GF | GC | DG |
| ---------------- | ---- | -- | -- | -- | -- | -- | -- | -- |
| Nacional         | 12   | 6  | 3  | 3  | 0  | 9  | 4  | 5  |
| Banfield         | 11   | 6  | 3  | 2  | 1  | 13 | 8  | 5  |
| Monarcas Morelia | 5    | 6  | 1  | 2  | 3  | 4  | 8  | –4 |
| Deportivo Cuenca | 4    | 6  | 1  | 1  | 4  | 7  | 13 | –6 |

| \| Fecha \| Lugar \| Local \| Resultado \| Visitante \| \| ------------- \| ---------- \| ---------------- \| --------- \| ---------------- \| \| 10 de febrero \| Banfield \| Banfield \| 2:1 \| Monarcas Morelia \| \| 11 de febrero \| Montevideo \| Nacional \| 3:2 \| Deportivo Cuenca \| \| 17 de febrero \| Cuenca \| Deportivo Cuenca \| 1:4 \| Banfield \| \| 23 de febrero \| Morelia \| Monarcas Morelia \| 0:0 \| Nacional \| \| 9 de marzo \| Cuenca \| Deportivo Cuenca \| 2:0 \| Monarcas Morelia \| \| 10 de marzo \| Montevideo \| Nacional \| 2:2 \| Banfield \| \| 16 de marzo \| Banfield \| Banfield \| 0:2 \| Nacional \| \| 16 de marzo \| Morelia \| Monarcas Morelia \| 2:1 \| Deportivo Cuenca \| \| 31 de marzo \| Morelia \| Monarcas Morelia \| 1:1 \| Banfield \| \| 7 de abril \| Cuenca \| Deportivo Cuenca \| 0:0 \| Nacional \| \| 21 de abril \| Montevideo \| Nacional \| 2:0 \| Monarcas Morelia \| \| 21 de abril \| Banfield \| Banfield \| 4:1 \| Deportivo Cuenca \| |            |                  |           |                  |
| Fecha | Lugar      | Local            | Resultado | Visitante        |
| 10 de febrero | Banfield   | Banfield         | 2:1       | Monarcas Morelia |
| 11 de febrero | Montevideo | Nacional         | 3:2       | Deportivo Cuenca |
| 17 de febrero | Cuenca     | Deportivo Cuenca | 1:4       | Banfield         |
| 23 de febrero | Morelia    | Monarcas Morelia | 0:0       | Nacional         |
| 9 de marzo | Cuenca     | Deportivo Cuenca | 2:0       | Monarcas Morelia |
| 10 de marzo | Montevideo | Nacional         | 2:2       | Banfield         |
| 16 de marzo | Banfield   | Banfield         | 0:2       | Nacional         |
| 16 de marzo | Morelia    | Monarcas Morelia | 2:1       | Deportivo Cuenca |
| 31 de marzo | Morelia    | Monarcas Morelia | 1:1       | Banfield         |
| 7 de abril | Cuenca     | Deportivo Cuenca | 0:0       | Nacional         |
| 21 de abril | Montevideo | Nacional         | 2:0       | Monarcas Morelia |
| 21 de abril | Banfield   | Banfield         | 4:1       | Deportivo Cuenca |

### Grupo 7
| Equipo           | Pts. | PJ | PG | PE | PP | GF | GC | DG |
| ---------------- | ---- | -- | -- | -- | -- | -- | -- | -- |
| Vélez Sarsfield  | 13   | 6  | 4  | 1  | 1  | 10 | 5  | 5  |
| Cruzeiro         | 11   | 6  | 3  | 2  | 1  | 12 | 6  | 6  |
| Colo-Colo        | 8    | 6  | 2  | 2  | 2  | 8  | 10 | –2 |
| Deportivo Italia | 1    | 6  | 0  | 1  | 5  | 4  | 13 | –9 |

| \| Fecha \| Lugar \| Local \| Resultado \| Visitante \| \| ------------- \| -------------- \| ---------------- \| --------- \| ---------------- \| \| 10 de febrero \| Buenos Aires \| Vélez Sarsfield \| 2:0 \| Cruzeiro \| \| 16 de febrero \| Santiago \| Colo-Colo \| 1:0 \| Deportivo Italia \| \| 23 de febrero \| Caracas \| Deportivo Italia \| 0:1 \| Vélez Sarsfield \| \| 24 de febrero \| Belo Horizonte \| Cruzeiro \| 4:1 \| Colo-Colo \| \| 11 de marzo \| Caracas \| Deportivo Italia \| 2:2 \| Cruzeiro \| \| 16 de marzo \| Santiago \| Colo-Colo \| 1:1 \| Vélez Sarsfield \| \| 24 de marzo \| Belo Horizonte \| Cruzeiro \| 2:0 \| Deportivo Italia \| \| 25 de marzo \| Buenos Aires \| Vélez Sarsfield \| 2:1 \| Colo-Colo \| \| 31 de marzo \| Belo Horizonte \| Cruzeiro \| 3:0 \| Vélez Sarsfield \| \| 6 de abril \| Caracas \| Deportivo Italia \| 2:3 \| Colo-Colo \| \| 15 de abril \| Santiago \| Colo-Colo \| 1:1 \| Cruzeiro \| \| 15 de abril \| Buenos Aires \| Vélez Sarsfield \| 4:0 \| Deportivo Italia \| |                |                  |           |                  |
| Fecha | Lugar          | Local            | Resultado | Visitante        |
| 10 de febrero | Buenos Aires   | Vélez Sarsfield  | 2:0       | Cruzeiro         |
| 16 de febrero | Santiago       | Colo-Colo        | 1:0       | Deportivo Italia |
| 23 de febrero | Caracas        | Deportivo Italia | 0:1       | Vélez Sarsfield  |
| 24 de febrero | Belo Horizonte | Cruzeiro         | 4:1       | Colo-Colo        |
| 11 de marzo | Caracas        | Deportivo Italia | 2:2       | Cruzeiro         |
| 16 de marzo | Santiago       | Colo-Colo        | 1:1       | Vélez Sarsfield  |
| 24 de marzo | Belo Horizonte | Cruzeiro         | 2:0       | Deportivo Italia |
| 25 de marzo | Buenos Aires   | Vélez Sarsfield  | 2:1       | Colo-Colo        |
| 31 de marzo | Belo Horizonte | Cruzeiro         | 3:0       | Vélez Sarsfield  |
| 6 de abril | Caracas        | Deportivo Italia | 2:3       | Colo-Colo        |
| 15 de abril | Santiago       | Colo-Colo        | 1:1       | Cruzeiro         |
| 15 de abril | Buenos Aires   | Vélez Sarsfield  | 4:0       | Deportivo Italia |

### Grupo 8
| Equipo               | Pts. | PJ | PG | PE | PP | GF | GC | DG |
| -------------------- | ---- | -- | -- | -- | -- | -- | -- | -- |
| Universidad de Chile | 12   | 6  | 3  | 3  | 0  | 10 | 6  | 4  |
| Flamengo             | 10   | 6  | 3  | 1  | 2  | 11 | 9  | 2  |
| Universidad Católica | 7    | 6  | 1  | 4  | 1  | 5  | 5  | 0  |
| Caracas              | 2    | 6  | 0  | 2  | 4  | 5  | 11 | –6 |

| \| Fecha \| Lugar \| Local \| Resultado \| Visitante \| \| ------------- \| -------------- \| -------------------- \| --------- \| -------------------- \| \| 18 de febrero \| Viña del Mar \| Universidad de Chile \| 1:0 \| Caracas \| \| 24 de febrero \| Río de Janeiro \| Flamengo \| 2:0 \| Universidad Católica \| \| 9 de marzo \| Coquimbo \| Universidad Católica \| 2:2 \| Universidad de Chile \| \| 10 de marzo \| Caracas \| Caracas \| 1:3 \| Flamengo \| \| 17 de marzo \| Caracas \| Caracas \| 0:0 \| Universidad Católica \| \| 17 de marzo \| Santiago \| Universidad de Chile \| 2:1 \| Flamengo \| \| 24 de marzo \| Santiago \| Universidad Católica \| 1:1 \| Caracas \| \| 8 de abril \| Río de Janeiro \| Flamengo \| 2:2 \| Universidad de Chile \| \| 13 de abril \| Caracas \| Caracas \| 1:3 \| Universidad de Chile \| \| 14 de abril \| Santiago \| Universidad Católica \| 2:0 \| Flamengo \| \| 21 de abril \| Santiago \| Universidad de Chile \| 0:0 \| Universidad Católica \| \| 21 de abril \| Río de Janeiro \| Flamengo \| 3:2 \| Caracas \| |                |                      |           |                      |
| Fecha | Lugar          | Local                | Resultado | Visitante            |
| 18 de febrero | Viña del Mar   | Universidad de Chile | 1:0       | Caracas              |
| 24 de febrero | Río de Janeiro | Flamengo             | 2:0       | Universidad Católica |
| 9 de marzo | Coquimbo       | Universidad Católica | 2:2       | Universidad de Chile |
| 10 de marzo | Caracas        | Caracas              | 1:3       | Flamengo             |
| 17 de marzo | Caracas        | Caracas              | 0:0       | Universidad Católica |
| 17 de marzo | Santiago       | Universidad de Chile | 2:1       | Flamengo             |
| 24 de marzo | Santiago       | Universidad Católica | 1:1       | Caracas              |
| 8 de abril | Río de Janeiro | Flamengo             | 2:2       | Universidad de Chile |
| 13 de abril | Caracas        | Caracas              | 1:3       | Universidad de Chile |
| 14 de abril | Santiago       | Universidad Católica | 2:0       | Flamengo             |
| 21 de abril | Santiago       | Universidad de Chile | 0:0       | Universidad Católica |
| 21 de abril | Río de Janeiro | Flamengo             | 3:2       | Caracas              |

### Tabla de equipos ubicados en el segundo puesto

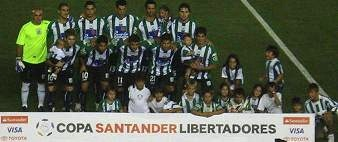
Racing Club de Montevideo y Deportivo Quito no pudieron acceder a la fase final de la copa, a pesar de haber sido segundos en sus grupos, tras la clasificación directa de los mexicanos Guadalajara y San Luis.

Los equipos que finalizaron la segunda fase en el segundo puesto de cada grupo fueron ordenados en una tabla especial de acuerdo a sus respectivos desempeños, determinados según los criterios de clasificación, a fin de definir los clasificados a la siguiente instancia. Los 6 mejores accedieron a las fases finales, mientras que los 2 restantes quedaron eliminados de la competición.
| Gr. | Equipo          | Pts. | PJ | PG | PE | PP | GF | GC | DG |
| --- | --------------- | ---- | -- | -- | -- | -- | -- | -- | -- |
| 3   | Alianza Lima    | 12   | 6  | 4  | 0  | 2  | 12 | 7  | 5  |
| 7   | Cruzeiro        | 11   | 6  | 3  | 2  | 1  | 12 | 6  | 6  |
| 6   | Banfield        | 11   | 6  | 3  | 2  | 1  | 13 | 8  | 5  |
| 2   | Once Caldas     | 11   | 6  | 3  | 2  | 1  | 8  | 5  | 3  |
| 4   | Universitario   | 10   | 6  | 2  | 4  | 0  | 5  | 2  | 3  |
| 8   | Flamengo        | 10   | 6  | 3  | 1  | 2  | 11 | 9  | 2  |
| 5   | Deportivo Quito | 10   | 6  | 3  | 1  | 2  | 5  | 7  | –2 |
| 1   | Racing          | 8    | 6  | 2  | 2  | 2  | 4  | 5  | –1 |

## Fase final
A partir de aquí, los dieciséis equipos clasificados disputaron una serie de eliminatorias a ida y vuelta, hasta consagrar al campeón.
Las fases finales estuvieron compuestas por cuatro etapas: octavos, cuartos, semifinales y final. A los fines de establecer las llaves de la primera etapa, los dieciséis equipos fueron ordenados en dos tablas, una con los clasificados como primeros (numerados del 1 al 8 de acuerdo con su desempeño en la segunda fase, determinada según los criterios de clasificación), y otra con aquellos clasificados como segundos (numerados del 9 al 16, con el mismo criterio), enfrentándose en octavos de final el 1 con el 16, el 2 con el 15, el 3 con el 14, y así sucesivamente. Durante todo el desarrollo de las fases finales, el equipo que ostentara menor número de orden que su rival de turno ejerció la localía en el partido de vuelta. En caso de que dos equipos de un mismo país alcanzaran la ronda de semifinales, se debía alterar, de ser necesario, el orden de las llaves para que ambos se enfrentaran en la mencionada instancia, a fin de evitar que puedan cruzarse en la final.
Debido a los inconvenientes acontecidos durante los octavos de final de la edición anterior por la pandemia de gripe A (H1N1), que determinó la eliminación de los clubes mexicanos Guadalajara y San Luis, se dispuso que ambos cuadros fueran compensados con la clasificación automática a las fases finales del presente torneo, manteniendo las mismas numeraciones que habían alcanzado el año anterior. Así, Guadalajara ocupó el lugar del equipo número 13, y San Luis el del 14.

### Tabla de primeros
| N.º | Equipo               | Pts. | PJ | PG | PE | PP | GF | GC | DG |
| --- | -------------------- | ---- | -- | -- | -- | -- | -- | -- | -- |
| 1   | Corinthians          | 16   | 6  | 5  | 1  | 0  | 9  | 3  | 6  |
| 2   | São Paulo            | 13   | 6  | 4  | 1  | 1  | 9  | 2  | 7  |
| 3   | Estudiantes (LP)     | 13   | 6  | 4  | 1  | 1  | 11 | 5  | 6  |
| 4   | Vélez Sarsfield      | 13   | 6  | 4  | 1  | 1  | 10 | 5  | 5  |
| 5   | Libertad             | 12   | 6  | 3  | 3  | 0  | 10 | 3  | 7  |
| 6   | Internacional        | 12   | 6  | 3  | 3  | 0  | 8  | 2  | 6  |
| 7   | Nacional             | 12   | 6  | 3  | 3  | 0  | 9  | 4  | 5  |
| 8   | Universidad de Chile | 12   | 6  | 3  | 3  | 0  | 10 | 6  | 4  |

### Tabla de segundos
| N.º | Equipo        | Pts.                          | PJ                            | PG                            | PE                            | PP                            | GF                            | GC                            | DG                            |
| --- | ------------- | ----------------------------- | ----------------------------- | ----------------------------- | ----------------------------- | ----------------------------- | ----------------------------- | ----------------------------- | ----------------------------- |
| 9   | Alianza Lima  | 12                            | 6                             | 4                             | 0                             | 2                             | 12                            | 7                             | 5                             |
| 10  | Cruzeiro      | 11                            | 6                             | 3                             | 2                             | 1                             | 12                            | 6                             | 6                             |
| 11  | Banfield      | 11                            | 6                             | 3                             | 2                             | 1                             | 13                            | 8                             | 5                             |
| 12  | Once Caldas   | 11                            | 6                             | 3                             | 2                             | 1                             | 8                             | 5                             | 3                             |
| 13  | Guadalajara   | Compensado de la edición 2009 | Compensado de la edición 2009 | Compensado de la edición 2009 | Compensado de la edición 2009 | Compensado de la edición 2009 | Compensado de la edición 2009 | Compensado de la edición 2009 | Compensado de la edición 2009 |
| 14  | San Luis      | Compensado de la edición 2009 | Compensado de la edición 2009 | Compensado de la edición 2009 | Compensado de la edición 2009 | Compensado de la edición 2009 | Compensado de la edición 2009 | Compensado de la edición 2009 | Compensado de la edición 2009 |
| 15  | Universitario | 10                            | 6                             | 2                             | 4                             | 0                             | 5                             | 2                             | 3                             |
| 16  | Flamengo      | 10                            | 6                             | 3                             | 1                             | 2                             | 11                            | 9                             | 2                             |

### Cuadro de desarrollo
|  | Octavos de final         | Octavos de final         | Octavos de final         | Octavos de final         | Octavos de final         |   |    | Cuartos de final | Cuartos de final | Cuartos de final | Cuartos de final | Cuartos de final |  |   | Semifinales                | Semifinales                | Semifinales                | Semifinales                | Semifinales                |  |    | Final             | Final             | Final             | Final             | Final             |  |
|  | 27 de abril al 6 de mayo | 27 de abril al 6 de mayo | 27 de abril al 6 de mayo | 27 de abril al 6 de mayo | 27 de abril al 6 de mayo |   |    | 11 al 20 de mayo | 11 al 20 de mayo | 11 al 20 de mayo | 11 al 20 de mayo | 11 al 20 de mayo |  |   | 27 de julio al 5 de agosto | 27 de julio al 5 de agosto | 27 de julio al 5 de agosto | 27 de julio al 5 de agosto | 27 de julio al 5 de agosto |  |    | 11 y 18 de agosto | 11 y 18 de agosto | 11 y 18 de agosto | 11 y 18 de agosto | 11 y 18 de agosto |  |
|  |                          |                          |                          |                          |                          |   |    |                  |                  |                  |                  |                  |  |   |                            |                            |                            |                            |                            |  |    |                   |                   |                   |                   |                   |  |
|  |                          |                          |                          |                          |                          |   |    |                  |                  |                  |                  |                  |  |   |                            |                            |                            |                            |                            |  |    |                   |                   |                   |                   |                   |  |
|  | 1                        | Corinthians              | 0                        | 2                        | 2                        |   |    |                  |                  |                  |                  |                  |  |   |                            |                            |                            |                            |                            |  |    |                   |                   |                   |                   |                   |  |
|  | 1                        | Corinthians              | 0                        | 2                        | 2                        |   |    |                  |                  |                  |                  |                  |  |   |                            |                            |                            |                            |                            |  |    |                   |                   |                   |                   |                   |  |
|  | 16                       | Flamengo (v)             | 1                        | 1                        | 2                        |   |    |                  |                  |                  |                  |                  |  |   |                            |                            |                            |                            |                            |  |    |                   |                   |                   |                   |                   |  |
|  | 16                       | Flamengo (v)             | 1                        | 1                        | 2                        |   | 16 | Flamengo         | 2                | 2                | 4                |                  |  |   |                            |                            |                            |                            |                            |  |    |                   |                   |                   |                   |                   |  |
|  |                          |                          |                          |                          |                          |   | 16 | Flamengo         | 2                | 2                | 4                |                  |  |   |                            |                            |                            |                            |                            |  |    |                   |                   |                   |                   |                   |  |
|  |                          |                          | 8                        | Universidad de Chile (v) | 3                        | 1 | 4  |                  |                  |                  |                  |                  |  |   |                            |                            |                            |                            |                            |  |    |                   |                   |                   |                   |                   |  |
|  | 8                        | Universidad de Chile     | 8                        | Universidad de Chile (v) | 3                        | 1 | 4  | 1                | 2                | 3                |                  |                  |  |   |                            |                            |                            |                            |                            |  |    |                   |                   |                   |                   |                   |  |
|  | 8                        | Universidad de Chile     |                          |                          |                          |   |    |                  |                  | 3                |                  |                  |  |   |                            |                            |                            |                            |                            |  |    |                   |                   |                   |                   |                   |  |
|  | 9                        | Alianza Lima             | 0                        | 2                        | 2                        |   |    |                  |                  |                  |                  |                  |  |   |                            |                            |                            |                            |                            |  |    |                   |                   |                   |                   |                   |  |
|  | 9                        | Alianza Lima             | 0                        | 2                        | 2                        |   |    |                  |                  |                  |                  |                  |  | 8 | Universidad de Chile       | 1                          | 0                          | 1                          |                            |  |    |                   |                   |                   |                   |                   |  |
|  |                          |                          |                          |                          |                          |   |    |                  |                  |                  |                  |                  |  | 8 | Universidad de Chile       | 1                          | 0                          | 1                          |                            |  |    |                   |                   |                   |                   |                   |  |
|  |                          |                          | 13                       | Guadalajara              | 1                        | 2 | 3  |                  |                  |                  |                  |                  |  |   |                            |                            |                            |                            |                            |  |    |                   |                   |                   |                   |                   |  |
|  | 4                        | Vélez Sarsfield          | 13                       | Guadalajara              | 1                        | 2 | 3  | 0                | 2                | 2                |                  |                  |  |   |                            |                            |                            |                            |                            |  |    |                   |                   |                   |                   |                   |  |
|  | 4                        | Vélez Sarsfield          |                          |                          |                          |   |    |                  |                  | 2                |                  |                  |  |   |                            |                            |                            |                            |                            |  |    |                   |                   |                   |                   |                   |  |
|  | 13                       | Guadalajara              | 3                        | 0                        | 3                        |   |    |                  |                  |                  |                  |                  |  |   |                            |                            |                            |                            |                            |  |    |                   |                   |                   |                   |                   |  |
|  | 13                       | Guadalajara              | 3                        | 0                        | 3                        |   | 13 | Guadalajara      | 3                | 0                | 3                |                  |  |   |                            |                            |                            |                            |                            |  |    |                   |                   |                   |                   |                   |  |
|  |                          |                          |                          |                          |                          |   | 13 | Guadalajara      | 3                | 0                | 3                |                  |  |   |                            |                            |                            |                            |                            |  |    |                   |                   |                   |                   |                   |  |
|  |                          |                          | 5                        | Libertad                 | 0                        | 2 | 2  |                  |                  |                  |                  |                  |  |   |                            |                            |                            |                            |                            |  |    |                   |                   |                   |                   |                   |  |
|  | 5                        | Libertad                 | 5                        | Libertad                 | 0                        | 2 | 2  | 0                | 2                | 2                |                  |                  |  |   |                            |                            |                            |                            |                            |  |    |                   |                   |                   |                   |                   |  |
|  | 5                        | Libertad                 |                          |                          |                          |   |    |                  |                  | 2                |                  |                  |  |   |                            |                            |                            |                            |                            |  |    |                   |                   |                   |                   |                   |  |
|  | 12                       | Once Caldas              | 0                        | 1                        | 1                        |   |    |                  |                  |                  |                  |                  |  |   |                            |                            |                            |                            |                            |  |    |                   |                   |                   |                   |                   |  |
|  | 12                       | Once Caldas              | 0                        | 1                        | 1                        |   |    |                  |                  |                  |                  |                  |  |   |                            |                            |                            |                            |                            |  | 13 | Guadalajara       | 1                 | 2                 | 3                 |                   |  |
|  |                          |                          |                          |                          |                          |   |    |                  |                  |                  |                  |                  |  |   |                            |                            |                            |                            |                            |  | 13 | Guadalajara       | 1                 | 2                 | 3                 |                   |  |
|  |                          |                          | 6                        | Internacional            | 2                        | 3 | 5  |                  |                  |                  |                  |                  |  |   |                            |                            |                            |                            |                            |  |    |                   |                   |                   |                   |                   |  |
|  | 2                        | São Paulo (p)            | 6                        | Internacional            | 2                        | 3 | 5  | 0                | 0                | 0 (3)            |                  |                  |  |   |                            |                            |                            |                            |                            |  |    |                   |                   |                   |                   |                   |  |
|  | 2                        | São Paulo (p)            |                          |                          |                          |   |    |                  |                  | 0 (3)            |                  |                  |  |   |                            |                            |                            |                            |                            |  |    |                   |                   |                   |                   |                   |  |
|  | 15                       | Universitario            | 0                        | 0                        | 0 (1)                    |   |    |                  |                  |                  |                  |                  |  |   |                            |                            |                            |                            |                            |  |    |                   |                   |                   |                   |                   |  |
|  | 15                       | Universitario            | 0                        | 0                        | 0 (1)                    |   | 2  | São Paulo        | 2                | 2                | 4                |                  |  |   |                            |                            |                            |                            |                            |  |    |                   |                   |                   |                   |                   |  |
|  |                          |                          |                          |                          |                          |   | 2  | São Paulo        | 2                | 2                | 4                |                  |  |   |                            |                            |                            |                            |                            |  |    |                   |                   |                   |                   |                   |  |
|  |                          |                          | 10                       | Cruzeiro                 | 0                        | 0 | 0  |                  |                  |                  |                  |                  |  |   |                            |                            |                            |                            |                            |  |    |                   |                   |                   |                   |                   |  |
|  | 7                        | Nacional                 | 10                       | Cruzeiro                 | 0                        | 0 | 0  | 1                | 0                | 1                |                  |                  |  |   |                            |                            |                            |                            |                            |  |    |                   |                   |                   |                   |                   |  |
|  | 7                        | Nacional                 |                          |                          |                          |   |    |                  |                  | 1                |                  |                  |  |   |                            |                            |                            |                            |                            |  |    |                   |                   |                   |                   |                   |  |
|  | 10                       | Cruzeiro                 | 3                        | 3                        | 6                        |   |    |                  |                  |                  |                  |                  |  |   |                            |                            |                            |                            |                            |  |    |                   |                   |                   |                   |                   |  |
|  | 10                       | Cruzeiro                 | 3                        | 3                        | 6                        |   |    |                  |                  |                  |                  |                  |  | 2 | São Paulo                  | 0                          | 2                          | 2                          |                            |  |    |                   |                   |                   |                   |                   |  |
|  |                          |                          |                          |                          |                          |   |    |                  |                  |                  |                  |                  |  | 2 | São Paulo                  | 0                          | 2                          | 2                          |                            |  |    |                   |                   |                   |                   |                   |  |
|  |                          |                          | 6                        | Internacional (v)        | 1                        | 1 | 2  |                  |                  |                  |                  |                  |  |   |                            |                            |                            |                            |                            |  |    |                   |                   |                   |                   |                   |  |
|  | 3                        | Estudiantes (LP)         | 6                        | Internacional (v)        | 1                        | 1 | 2  | 1                | 3                | 4                |                  |                  |  |   |                            |                            |                            |                            |                            |  |    |                   |                   |                   |                   |                   |  |
|  | 3                        | Estudiantes (LP)         |                          |                          |                          |   |    |                  |                  | 4                |                  |                  |  |   |                            |                            |                            |                            |                            |  |    |                   |                   |                   |                   |                   |  |
|  | 14                       | San Luis                 | 0                        | 1                        | 1                        |   |    |                  |                  |                  |                  |                  |  |   |                            |                            |                            |                            |                            |  |    |                   |                   |                   |                   |                   |  |
|  | 14                       | San Luis                 | 0                        | 1                        | 1                        |   | 3  | Estudiantes (LP) | 0                | 2                | 2                |                  |  |   |                            |                            |                            |                            |                            |  |    |                   |                   |                   |                   |                   |  |
|  |                          |                          |                          |                          |                          |   | 3  | Estudiantes (LP) | 0                | 2                | 2                |                  |  |   |                            |                            |                            |                            |                            |  |    |                   |                   |                   |                   |                   |  |
|  |                          |                          | 6                        | Internacional (v)        | 1                        | 1 | 2  |                  |                  |                  |                  |                  |  |   |                            |                            |                            |                            |                            |  |    |                   |                   |                   |                   |                   |  |
|  | 6                        | Internacional (v)        | 6                        | Internacional (v)        | 1                        | 1 | 2  | 1                | 2                | 3                |                  |                  |  |   |                            |                            |                            |                            |                            |  |    |                   |                   |                   |                   |                   |  |
|  | 6                        | Internacional (v)        |                          |                          |                          |   |    |                  |                  | 3                |                  |                  |  |   |                            |                            |                            |                            |                            |  |    |                   |                   |                   |                   |                   |  |
|  | 11                       | Banfield                 | 3                        | 0                        | 3                        |   |    |                  |                  |                  |                  |                  |  |   |                            |                            |                            |                            |                            |  |    |                   |                   |                   |                   |                   |  |
|  | 11                       | Banfield                 | 3                        | 0                        | 3                        |   |    |                  |                  |                  |                  |                  |  |   |                            |                            |                            |                            |                            |  |    |                   |                   |                   |                   |                   |  |
|  |                          |                          |                          |                          |                          |   |    |                  |                  |                  |                  |                  |  |   |                            |                            |                            |                            |                            |  |    |                   |                   |                   |                   |                   |  |

- Nota: En cada llave, el equipo con el menor número de orden es el que definió la serie como local.

### Octavos de final
| 28 de abril de 2010 | Flamengo           | 1:0 (0:0) | Corinthians | Estadio Maracaná, Río de Janeiro                            |                                                             |
|                     | Adriano 65' (pen.) | Reporte   |             | Asistencia: 57,124 espectadores Árbitro(s): Carlos Amarilla | Asistencia: 57,124 espectadores Árbitro(s): Carlos Amarilla |

| 5 de mayo de 2010 | Corinthians                         | 2:1 (2:0) | Flamengo        | Estadio Pacaembú, São Paulo                                 |                                                             |
|                   | David Braz 27' (a.g.) · Ronaldo 39' | Reporte   | Vágner Love 49' | Asistencia: 34,951 espectadores Árbitro(s): Roberto Silvera | Asistencia: 34,951 espectadores Árbitro(s): Roberto Silvera |

| 29 de abril de 2010 | Alianza Lima | 0:1 (0:0) | Universidad de Chile | Estadio Alejandro Villanueva, Lima                       |                                                          |
|                     |              | Reporte   | Rivarola 85'         | Asistencia: 31,127 espectadores Árbitro(s): Carlos Simon | Asistencia: 31,127 espectadores Árbitro(s): Carlos Simon |

| 6 de mayo de 2010 | Universidad de Chile            | 2:2 (0:1) | Alianza Lima          | Estadio Monumental, Santiago                            |                                                         |
|                   | Vargas 62' · Felipe Seymour 90' | Reporte   | J. Fernández 24', 86' | Asistencia: 31,063 espectadores Árbitro(s): Carlos Vera | Asistencia: 31,063 espectadores Árbitro(s): Carlos Vera |

| 27 de abril de 2010 | Guadalajara                           | 3:0 (1:0) | Vélez Sarsfield | Estadio Jalisco, Guadalajara                           |                                                        |
|                     | Bravo 24', 77' · Reynoso 90+1' (pen.) | Reporte   |                 | Asistencia: 25,322 espectadores Árbitro(s): Óscar Ruiz | Asistencia: 25,322 espectadores Árbitro(s): Óscar Ruiz |

| 4 de mayo de 2010 | Vélez Sarsfield       | 2:0 (1:0) | Guadalajara | Estadio José Amalfitani, Buenos Aires                     |                                                           |
|                   | Silva 3' · Zárate 88' | Reporte   |             | Asistencia: 26,055 espectadores Árbitro(s): Wilson Seneme | Asistencia: 26,055 espectadores Árbitro(s): Wilson Seneme |

| 29 de abril de 2010 | Once Caldas | 0:0     | Libertad | Estadio Palogrande, Manizales                               |                                                             |
|                     |             | Reporte |          | Asistencia: 16,981 espectadores Árbitro(s): Sálvio Fagundes | Asistencia: 16,981 espectadores Árbitro(s): Sálvio Fagundes |

| 6 de mayo de 2010 | Libertad                | 2:1 (0:0) | Once Caldas | Estadio Defensores del Chaco, Asunción                     |                                                            |
|                   | Gamarra 73' (pen.), 89' | Reporte   | Moreno 54'  | Asistencia: 6,980 espectadores Árbitro(s): Sergio Pezzotta | Asistencia: 6,980 espectadores Árbitro(s): Sergio Pezzotta |

| 28 de abril de 2010 | Universitario | 0:0     | São Paulo | Estadio Monumental, Lima                                 |                                                          |
|                     |               | Reporte |           | Asistencia: 34,953 espectadores Árbitro(s): Saúl Laverni | Asistencia: 34,953 espectadores Árbitro(s): Saúl Laverni |

| 4 de mayo de 2010 | São Paulo                                        | 0:0 (3:1 p.)               | Universitario                      | Estadio Morumbi, São Paulo                                |                                                           |
|                   |                                                  | Reporte                    |                                    | Asistencia: 45,019 espectadores Árbitro(s): Carlos Torres | Asistencia: 45,019 espectadores Árbitro(s): Carlos Torres |
|                   |                                                  | Tiros desde el punto penal |                                    |                                                           |                                                           |
|                   | Rogério Ceni · Hernanes · Marcelinho · Dagoberto |                            | Ramírez · Alva · Galván · Labarthe |                                                           |                                                           |

| 29 de abril de 2010 | Cruzeiro                    | 3:1 (3:0) | Nacional     | Estadio Mineirão, Belo Horizonte                            |                                                             |
|                     | Thiago Ribeiro 6', 21', 41' | Reporte   | Regueiro 50' | Asistencia: 36,254 espectadores Árbitro(s): Héctor Baldassi | Asistencia: 36,254 espectadores Árbitro(s): Héctor Baldassi |

| 5 de mayo de 2010 | Nacional | 0:3 (0:1) | Cruzeiro                                            | Estadio Gran Parque Central, Montevideo                      |                                                              |
|                   |          | Reporte   | Thiago Ribeiro 29' · Diego Renan 48' · Gilberto 80' | Asistencia: 19,919 espectadores Árbitro(s): Federico Beligoy | Asistencia: 19,919 espectadores Árbitro(s): Federico Beligoy |

| 27 de abril de 2010 | San Luis | 0:1 (0:1) | Estudiantes (LP) | Estadio Alfonso Lastras Ramírez, San Luis Potosí             |                                                              |
|                     |          | Reporte   | González 24'     | Asistencia: 7,646 espectadores Árbitro(s): Juan Ernesto Soto | Asistencia: 7,646 espectadores Árbitro(s): Juan Ernesto Soto |

| 5 de mayo de 2010 | Estudiantes (LP)               | 3:1 (1:1) | San Luis       | Estadio Centenario, Quilmes                                      |                                                                  |
|                   | González 4' · Benítez 50', 54' | Reporte   | de la Torre 7' | Asistencia: 20,459 espectadores Árbitro(s): Víctor Hugo Carrillo | Asistencia: 20,459 espectadores Árbitro(s): Víctor Hugo Carrillo |

| 28 de abril de 2010 | Banfield                                    | 3:1 (0:0) | Internacional | Estadio Florencio Sola, Banfield                            |                                                             |
|                     | Rodríguez 46' · Battión 58' · Fernández 80' | Reporte   | Kléber 49'    | Asistencia: 12,794 espectadores Árbitro(s): Jorge Larrionda | Asistencia: 12,794 espectadores Árbitro(s): Jorge Larrionda |

| 6 de mayo de 2010 | Internacional               | 2:0 (1:0) | Banfield | Estadio Beira-Rio, Porto Alegre                           |                                                           |
|                   | Alecsandro 41' · Walter 56' | Reporte   |          | Asistencia: 34,643 espectadores Árbitro(s): Wilmar Roldán | Asistencia: 34,643 espectadores Árbitro(s): Wilmar Roldán |

### Cuartos de final
| 12 de mayo de 2010 | Flamengo               | 2:3 (1:2) | Universidad de Chile                         | Estadio Maracaná, Río de Janeiro                            |                                                             |
|                    | Adriano 38' · Juan 89' | Reporte   | Victorino 4' · Olarra 24' · A. Fernández 47' | Asistencia: 53 153 espectadores Árbitro(s): Carlos Amarilla | Asistencia: 53 153 espectadores Árbitro(s): Carlos Amarilla |

| 20 de mayo de 2010 | Universidad de Chile | 1:2 (0:1) | Flamengo                        | Estadio Santa Laura, Santiago de Chile                      |                                                             |
|                    | Montillo 73'         | Reporte   | Vágner Love 45+1' · Adriano 77' | Asistencia: 22 000 espectadores Árbitro(s): Roberto Silvera | Asistencia: 22 000 espectadores Árbitro(s): Roberto Silvera |

| 11 de mayo de 2010 | Guadalajara                 | 3:0 (2:0) | Libertad | Estadio Jalisco, Guadalajara                           |                                                        |
|                    | Bravo 8', 80' · Vázquez 29' | Reporte   |          | Asistencia: 15 011 espectadores Árbitro(s): Pablo Pozo | Asistencia: 15 011 espectadores Árbitro(s): Pablo Pozo |

| 18 de mayo de 2010 | Libertad               | 2:0 (1:0) | Guadalajara | Estadio Defensores del Chaco, Asunción                      |                                                             |
|                    | Román 19' · Maciel 67' | Reporte   |             | Asistencia: 12,017 espectadores Árbitro(s): Héctor Baldassi | Asistencia: 12,017 espectadores Árbitro(s): Héctor Baldassi |

| 12 de mayo de 2010 | Cruzeiro | 0:2 (0:1) | São Paulo                    | Estadio Mineirão, Belo Horizonte                       |                                                        |
|                    |          | Reporte   | Dagoberto 23' · Hernanes 65' | Asistencia: 47 602 espectadores Árbitro(s): Óscar Ruiz | Asistencia: 47 602 espectadores Árbitro(s): Óscar Ruiz |

| 19 de mayo de 2010 | São Paulo                    | 2:0 (1:0) | Cruzeiro | Estadio Morumbi, Sao Paulo                                  |                                                             |
|                    | Hernanes 23' · Dagoberto 53' | Reporte   |          | Asistencia: 52 196 espectadores Árbitro(s): Jorge Larrionda | Asistencia: 52 196 espectadores Árbitro(s): Jorge Larrionda |

| 13 de mayo de 2010 | Internacional | 1:0 (0:0) | Estudiantes (LP) | Estadio Beira-Rio, Porto Alegre                             |                                                             |
|                    | Sorondo 87'   | Reporte   |                  | Asistencia: 35 691 espectadores Árbitro(s): Roberto Silvera | Asistencia: 35 691 espectadores Árbitro(s): Roberto Silvera |

| 20 de mayo de 2010 | Estudiantes (LP)               | 2:1 (2:0) | Internacional | Estadio Centenario, Quilmes                            |                                                        |
|                    | L. González 19' · E. Pérez 21' | Reporte   | Giuliano 88'  | Asistencia: 14 500 espectadores Árbitro(s): Óscar Ruiz | Asistencia: 14 500 espectadores Árbitro(s): Óscar Ruiz |

### Semifinales
| 27 de julio de 2010 | Guadalajara  | 1:1 (0:0) | Universidad de Chile | Estadio Azteca, Ciudad de México                              |                                                               |
|                     | Arellano 51' | Reporte   | Olarra 47'           | Asistencia: 52 035 espectadores Árbitro(s): Juan Ernesto Soto | Asistencia: 52 035 espectadores Árbitro(s): Juan Ernesto Soto |

| 3 de agosto de 2010 | Universidad de Chile | 0:2 (0:1) | Guadalajara             | Estadio Nacional, Santiago de Chile                         |                                                             |
|                     |                      | Reporte   | Báez 21' · Magallón 54' | Asistencia: 40 060 espectadores Árbitro(s): Sergio Pezzotta | Asistencia: 40 060 espectadores Árbitro(s): Sergio Pezzotta |

| 28 de julio de 2010 | Internacional | 1:0 (0:0) | São Paulo | Estadio Beira-Rio, Porto Alegre                             |                                                             |
|                     | Giuliano 68'  | Reporte   |           | Asistencia: 48 166 espectadores Árbitro(s): Héctor Baldassi | Asistencia: 48 166 espectadores Árbitro(s): Héctor Baldassi |

| 5 de agosto de 2010 | São Paulo                             | 2:1 (1:0) | Internacional  | Estadio Morumbi, São Paulo                                  |                                                             |
|                     | Alex Silva 30' · Ricardo Oliveira 54' | Reporte   | Alecsandro 52' | Asistencia: 57 113 espectadores Árbitro(s): Carlos Amarilla | Asistencia: 57 113 espectadores Árbitro(s): Carlos Amarilla |

### Final
| Ida; 11 de agosto de 2010, 20:50 (UTC-5) | Guadalajara    | 1:2 (1:0) | Internacional              | Estadio Omnilife, Guadalajara                               |                                                             |
|                                          | Bautista 45+1' | Reporte   | Giuliano 73' · Bolívar 77' | Asistencia: 30 870 espectadores Árbitro(s): Héctor Baldassi | Asistencia: 30 870 espectadores Árbitro(s): Héctor Baldassi |

| Vuelta; 18 de agosto de 2010, 21:50 (UTC-3) | Internacional                                 | 3:2 (0:1) | Guadalajara                  | Estadio Beira-Rio, Porto Alegre                        |                                                        |
|                                             | Sóbis 62' · Leandro Damião 76' · Giuliano 90' | Reporte   | de la Mora 43' · Bravo 90+2' | Asistencia: 53 124 espectadores Árbitro(s): Óscar Ruiz | Asistencia: 53 124 espectadores Árbitro(s): Óscar Ruiz |

|                                  |
| Bandera de Brasil                |
| Campeón Internacional 2.º título |

## Estadísticas y premios

### Mejor Jugador
| Jugador  | Club          |
| -------- | ------------- |
| Giuliano | Internacional |

### Goleadores
| Jugador               | Club          | Goles |
| --------------------- | ------------- | ----- |
| Thiago Ribeiro        | Cruzeiro      | 8     |
| José Carlos Fernández | Alianza Lima  | 7     |
| Kléber                | Cruzeiro      | 7     |
| Giuliano              | Internacional | 6     |
| Luis Tejada           | Juan Aurich   | 6     |
| Omar Bravo            | Guadalajara   | 5     |
| Rodolfo Gamarra       | Libertad      | 5     |
| Mario Regueiro        | Nacional      | 5     |
| James Rodríguez       | Banfield      | 5     |
| Washington            | São Paulo     | 5     |